# Zaza Paczulia
Zaza Paczulia (gruz. ზაზა ფაჩულია; ur. 10 lutego 1984 roku w Tbilisi) – gruziński koszykarz, grający na pozycji środkowego, dwukrotny  mistrz NBA.
9 lipca 2015 trafił do zespołu z Teksasu – Dallas Mavericks, w wyniku wymiany, w zamian za przyszły wybór II rundy draftu NBA.
12 lipca 2016 podpisał umowę z klubem Golden State Warriors. 15 lipca 2018 został zawodnikiem Detroit Pistons.

## Osiągnięcia
Stan na 7 sierpnia 2019, na podstawie, o ile nie zaznaczono inaczej.
Drużynowe
- Mistrz Turcji (2001)
- Wicemistrz Turcji (2002, 2003)
- Zdobywca Pucharu:
  - Turcji (2003)
  - Prezydenta Turcji (2001, 2002)
- Finalista Pucharu:
  - Turcji (2000)
  - Prezydenta Turcji (2000)

NBA
- Mistrz NBA (2017, 2018)

Reprezentacja
- Mistrz Eurobasketu Dywizji B (2009)
- Uczestnik mistrzostw:
  - Europy (2011 – 11 m., 2015 – 15 m.)
  - Europy U–16 (1999)